# Sainte-Consorce
Sainte-Consorce település Franciaországban, Rhône megyében. Lakosainak száma 2109 fő (2022. január 1.). Sainte-Consorce Lentilly, Grézieu-la-Varenne, Marcy-l’Étoile, Pollionnay, Saint-Genis-les-Ollières és Tassin-la-Demi-Lune községekkel határos.

## Népesség
A település népessége az elmúlt években az alábbi módon változott:
| Lakosok száma | 1849 | 1909 | 2021 | 1939 | 1956 | 2028 | 2065 | 2059 | 2109 |
|               | 2013 | 2015 | 2016 | 2017 | 2018 | 2019 | 2020 | 2021 | 2022 |